# Godefroid Pelckmans
Godefroid (Godfried) Pelckmans, né le 21 janvier 1854 à Turnhout (Belgique) et décédé le 3 août 1904 à Dalhousie (Inde) est un prêtre capucin belge, missionnaire au Pendjab, dans l’Inde britannique. Il est évêque de Lahore de 1893 à sa mort.    

## Biographie
Né à Turnhout le 21 janvier 1854, le jeune Godfried entre au noviciat des pères Capucins en 1872. Le 21 décembre 1878 il est ordonné prêtre, à l’âge de 24 ans.  Il remplit dans son Ordre religieux diverses fonctions importantes avant d’être envoyé (1889), au Pendjab, dans l’Inde britannique, un territoire missionnaire confié aux Capucins belges. 
En janvier 1893, avec un confrère capucin il accompagne trois familles chrétiennes dans une 'Longue Marche' de 6 jours (170 km) pour fonder ‘Maryabad’ (aujourd’hui Mariamabad), au Pendjab, devenu un village chrétien.  Ayant quitté leur état de servitude et sortis de leur situation sociale dégradante pour trouver la liberté cette marche est perçue dans la communauté chrétienne locale comme expérience d’Exode biblique’ et événement fondateur.
Peu après, le 2 juin 1893, il est nommé évêque de Lahore, capitale historique du Pendjab. Il en est le troisième évêque catholique. L’ordination épiscopale a lieu le 13 aout de la même année, à Shimla.  
Pour des raisons de santé (le climat de Lahore) Mgr Pelckmans fait de Dalhousie sa résidence principale à partir de 1890. Il y acquiert une propriété ‘Clydesdale’ (rebaptisée ‘Alverna’) dont il fait également son petit séminaire et maison d’études et de langues pour les missionnaires arrivant de l’étranger. En 1891 il y met en chantier la construction de l’église Saint-François-Xavier, financée par des officiers de l’armée britannique des Indes, pour laquelle il fait venir des vitraux de Belgique. L’église est inaugurée le 15 aout 1894.
C’est également à Mgr Pelckmans que l’on doit, avec le soutien de bienfaiteurs belges, la construction de la cathédrale catholique de Lahore pour laquelle il fit appel à l’architecte anversois Edouard Dobbelaers.  Il n’en vit pas l’achèvement (1907) car Mgr Godefroid Pelckmans mourut à Dalhousie le 3 aout 1904, où il est également enterré.

## Écrits
- Novitius Capucinus, 1888;
- Rapport... sur l'évêché de Lahore, 1895;
- Dix années d'apostolat au Pundjab (Indes anglaises) : mission confiée aux Frères-mineurs capucins de Belgique, Ryckbost-Monthaye, Bruges, 1900.